# Nano Random Access Memory

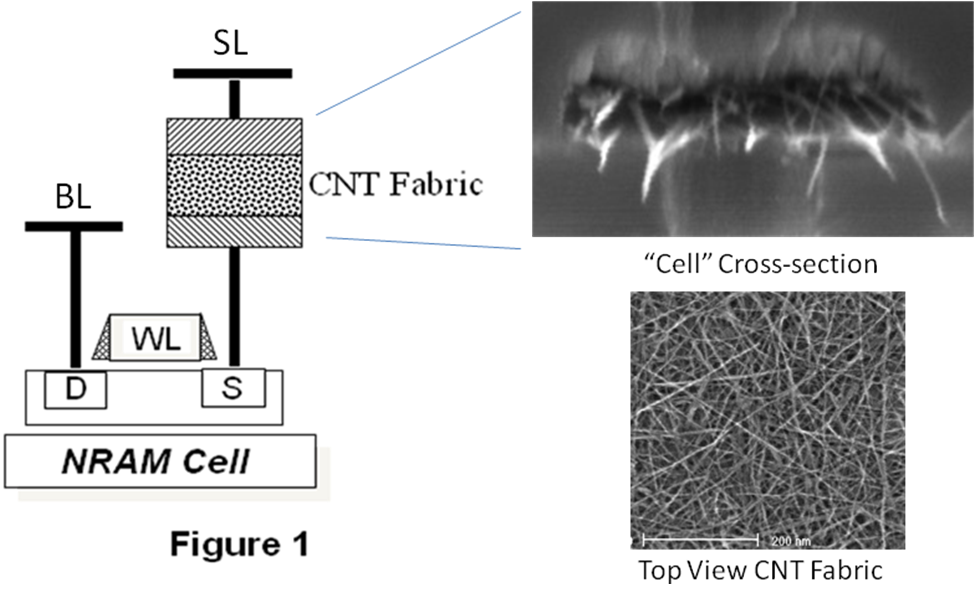
Nanotubes de carbone dans une cellule NRAM.

La mémoire NRAM ou mémoire Nano-RAM est un type de mémoire d'ordinateur non volatile  à l'état de recherche et développement, propriété de Nantero.
Le fonctionnement de la mémoire NRAM est basée sur la position des nanotubes de carbone sur un substrat semblable à un circuit intégré. En théorie, la petite dimension des nanotubes devrait permettre une très grande densité d'information par unité de surface.
Les chercheurs espèrent que cette mémoire remplacera un jour la mémoire flash.

## Technologie

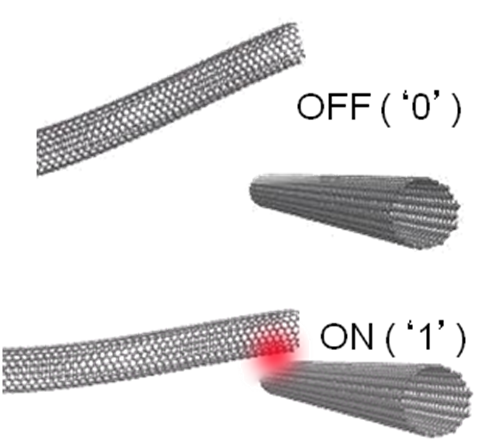
Points de contact des nanotubes de carbone.

La technologie de Nantero est basée sur l'effet connu dans les nanotubes de carbone où les nanotubes croisées sur une surface plane peuvent : soit se toucher, soit être légèrement séparés dans le sens vertical (normal pour les substrats), effet dû à la Force de van der Waals. Chaque cellule de NRAM est composée d'un nombre de nanotubes suspendus dans des terrains isolant sur une électrode de métal. Posés, les nanotubes reposent au-dessus de l'électrode dans l'air, à peu près 13 nm au-dessus dans les versions actuelles, étirés entre les deux terrains. Un petit point d'or est déposé sur le haut des nanotubes sur l'un des terrains, faisant une connexion électrique, ou terminale. Une seconde électrode se trouve en dessous de la surface, à environ 100 nm de distance.
Normalement, avec les nanotubes suspendus au-dessus de l'électrode, une faible tension électrique appliquée entre le terminal et l'électrode du dessus ne permettra pas de faire circuler le courant. Cela représente l'état 0. Néanmoins, si une tension plus importante est appliquée entre les deux électrodes, les nanotubes vont être entraînés vers l'électrode du dessus jusqu'à ce qu'ils la touchent. À ce moment, une faible tension entre le terminal et l'électrode du dessus permettra au courant de passer (les nanotubes étant conducteurs), représentant un état 1. L'état peut changer en inversant la polarité de la charge appliquée aux deux électrodes. N-RAM peut contenir jusqu'à 200 gigaoctets par unité au carré (square unit).
Ce qui fait réagir cela comme une mémoire est que les deux positions des nanotubes sont stables. Sur la position éteinte, la tension mécanique dans les tubes est basse, ce qui les maintient naturellement dans cette position et permet de lire continuellement 0. Quand les tubes sont mis en contact avec l'électrode du dessus, une force nouvelle, la petite Force de Van der Waals, entre en jeu et attire les tubes suffisamment pour vaincre la tension mécanique. Une fois dans cette position, les tubes vont rester là où ils sont et on pourra lire 1. Ces positions sont suffisamment résistantes aux interférences extérieures comme les radiations qui peuvent effacer ou déstabiliser la mémoire dans une DRAM conventionnelle.
Les NRAMs sont construits en déposant de nombreux nanotubes sur une puce (chip) pré-fabriquée contenant les rames des électrodes en forme de résistances avec les légèrement plus grandes strates entre elles. Les tubes au mauvais emplacement sont alors retirés, et les terminaux en or déposés sur le haut. Différentes méthodes peuvent être utilisées pour sélectionner une cellule unique où écrire, par exemple le second appareil d'électrodes peut être tourné dans la direction opposée, formant une grille, ou il peut être sélectionné en ajoutant de la tension dans les terminaux, signifiant que seules les cellules sélectionnées ont une tension totale suffisante pour causer le retournement.
Actuellement, la méthode consistant à retirer les nanotubes non désirés rend le système impraticable. La précision et la taille par épitaxie est considérablement plus grande que la taille de la cellule ne le permet. Des cellules actuellement existantes en état d'expérimentation ont une densité très basse par rapport à celles utilisées, de nouvelles méthodes de production vont devoir être introduites pour rendre le système utilisable.

## Avantages
La NRAM a une densité, en théorie du moins, similaire à celle de la DRAM. La DRAM a un nombre de condensateurs, qui sont essentiellement de petites plaques de métal avec un fin isolateur entre elles. La NRAM est similaire, de la même taille que pour la DRAM, les nanotubes entre elles étant si petits qu'ils n'ajoutent rien au poids total de la mémoire. Il y a cependant une taille minimum à laquelle la DRAM peut être construite, en dessous de laquelle il n'y a pas assez de charge stockée pour permettre la lecture de la DRAM. La NRAM est par contre limitée par l'état actuel de la recherche en lithographie ; ce qui veut dire que la NRAM pourrait être capable de stocker plus d'informations que la DRAM. Cela signifie aussi qu'elle pourrait être meilleur marché, si cela devient possible de contrôler la position des nanotubes de carbone au point que l'industrie des semi-conducteurs (voir Fabrication des dispositifs à semi-conducteurs peut contrôler le positionnement des mécanismes sur du silicone.
Par ailleurs, contrairement à la DRAM, la NRAM ne nécessite pas d'alimentation pour la recharger, et gardera sa mémoire même après que l'alimentation sera éteinte. De plus, l'alimentation nécessaire à l'appareil pour écrire dessus est bien inférieure pour la NRAM (la DRAM nécessitant la fabrication de charge électrique sur les plaques). La NRAM ne va donc pas seulement concurrencer la DRAM en termes de coûts, mais nécessite aussi moins d'énergie, et peut donc être plus efficiente (la vitesse d'écriture est largement dépendante de l'énergie totale utilisée). La NRAM peut théoriquement atteindre la vitesse de la SRAM, qui est plus rapide que la DRAM mais moins dense, donc plus chère.
En comparaison avec d'autres technologies NVRAM, la NRAM a plusieurs spécificités qui la rende avantageuse. La forme la plus commune de NVRAM d'aujourd'hui est la mémoire flash, qui combine un circuit transistor bistable connu sous le nom de bascule (« flip-flop »), qui se trouve être aussi la base de la SRAM. L'une des bases de transistor est entourée par un isolant de haute technologie. Après l'inscription dessus, l'isolant piège les électrons dans l'électrode de base, l'enfermant dans un état 1. Cependant, pour changer l'état de ce bit, l'isolant doit être surchargé pour effacer toute information déjà stockée. Cela nécessite une tension importante d'environ 10 volts, soit plus grande que ce qu'une pile peut fournir. Les systèmes de mémoire Flash doivent inclure un convertisseur à pompe de charge qui petit à petit produit de l'énergie et la relâche à haute tension. Cette procédure est non seulement lente mais abîme les isolants. C'est pour cette raison que les mémoires Flash ont une longévité limitée, entre 10 000 et 1 000 000 d’« écriture » avant que l'appareil ne devienne non performant.
La NRAM peut potentiellement éviter ces problèmes. Le processus d'écriture et de lecture sont tous les deux de « basse énergie » en comparaison avec la mémoire Flash (ou la DRAM plus particulièrement). La NRAM peut donc être produites avec des piles à durée de vie plus longue dans des appareils conventionnels. La NRAM est aussi plus rapide pour écrire que la mémoire Flash et la DRAM, ce qui veut dire que la NRAM pourrait remplacer les deux. Un téléphone portable moderne va souvent avoir une mémoire Flash pour stocker les numéros de téléphone entre autres, la DRAM étant utilisée pour des tâches qui nécessitent une mémoire à plus grande vitesse, par ailleurs, il faut y ajouter une SRAM dans le processeur parce que la DRAM est trop lente pour sa propre utilisation. Tout cela pourrait être remplacé par la NRAM, avec quelques NRAM placées sur le processeur pour agir comme mémoire cache, et d'autres NRAM placées dans les autres microprocesseurs afin de remplacer à la fois la DRAM et la mémoire Flash.

## Comparaison avec d'autres systèmes
La NRAM est un des nouveaux systèmes de mémoire, certains la considérant comme universelle, remplaçant la mémoire Flash, DRAM et SRAM.
Le seul système commercialisable à l'heure actuelle est la mémoire FRAM. La FRAM ajoute une petite quantité de matériel ferro-électrique dans une cellule DRAM, permettant d'encoder les bits dans un format non-destructible. La FRAM a tous les avantages de la NRAM, même si la plus petite cellule possible pour la FRAM est bien plus grande que pour la NRAM. La FRAM est actuellement utilisée dans un nombre d'applications où le nombre limité d'écriture de la mémoire Flash pose un problème, mais étant donné les investissements lourds dans les usines de mémoire Flash, la FRAM n'a pu remplacer la mémoire Flash sur le marché.
D'autres plus hypothétiques systèmes de mémoire sont la MRAM et la PRAM. La MRAM est basé sur l'effet magnétique similaire à ceux utilisé dans les disques durs, la mémoire en tant que telle étant constituée d'une grille de petits « points » magnétiques, chacun comportant un bit. La clé du potentiel de la MRAM est la manière dont elle lit la mémoire en utilisant la Magnétorésistance géante, lui permettant de lire la mémoire à la fois sans destruction et sans utiliser beaucoup d'énergie. Malheureusement, il apparaît que la MRAM a déjà atteint sa plus petite taille de cellule, plus grande que celle des mémoires Flash. La PRAM quant à elle est basée sur une technologie similaire à celle des CD ou DVD inscriptibles, utilisant un matériel « phase-change » qui change ses propriétés magnétiques ou électriques au lieu de ses propriétés optiques. La PRAM a une petite taille de cellule, même si les mécanismes actuels ne sont pas assez petits pour être pratiques.